# Sainte-Colombe (Rodano)
Sainte-Colombe è un comune francese di 1 955 abitanti situato nel dipartimento del Rodano nella regione Alvernia-Rodano-Alpi.

## Società

### Evoluzione demografica
Abitanti censiti